# Český rozhlas

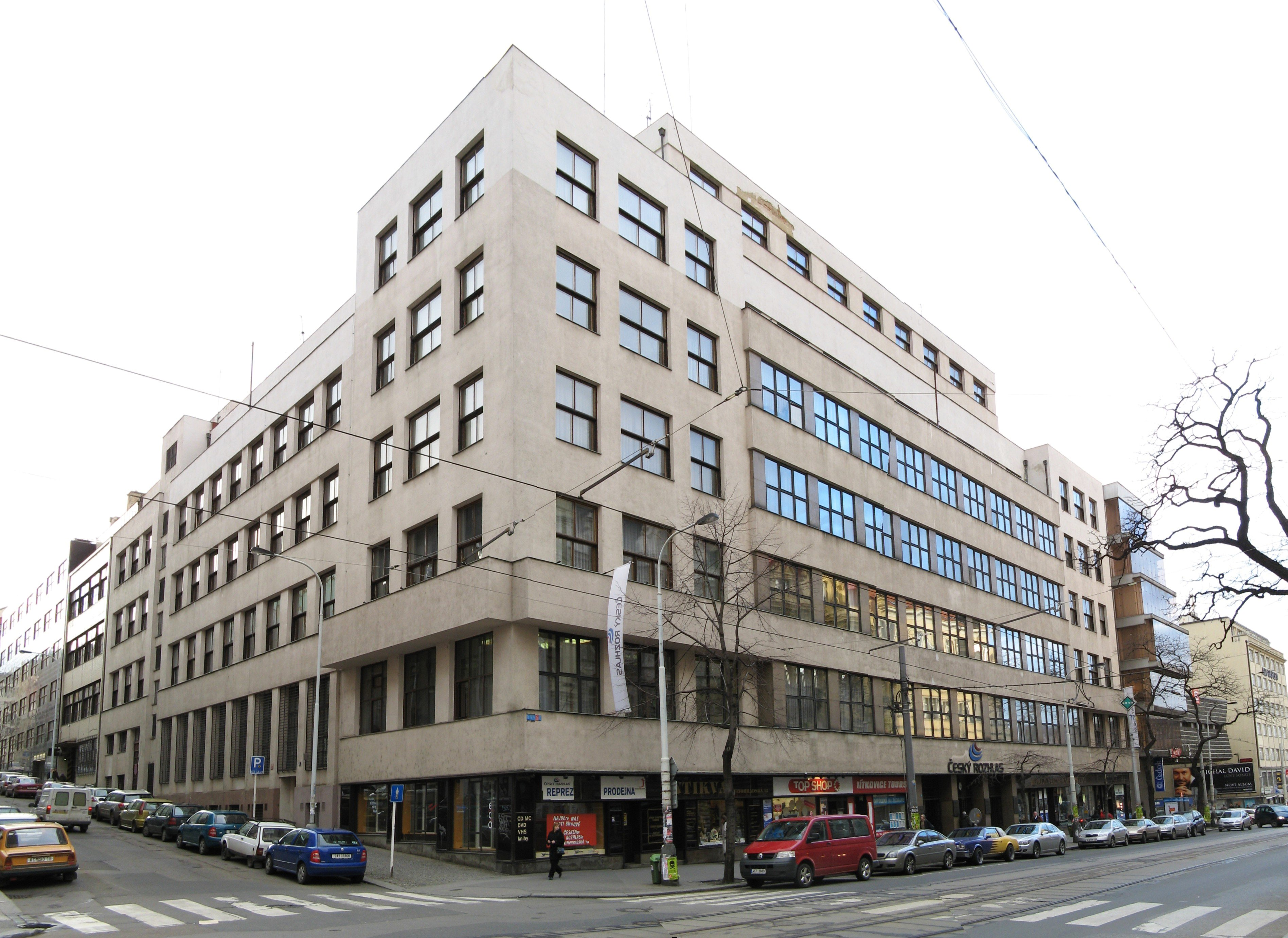
Siedziba radia w Pradze, ul. Vinohradská 12

Český rozhlas (ČRo, po polsku Czeskie Radio) – czeski publiczny nadawca radiowy.
Český rozhlas formalnie powstał 31 grudnia 1992. Jego poprzednikiem był Československý rozhlas, nadający od 1923 roku.

## Produkty[1]

### Rozgłośnie ogólnokrajowe
- ČRo Radiožurnál – informacje, publicystyka, sport, informacje drogowe; dla wszystkich grup docelowych
- ČRo Dvojka – radio „familijne”: rozrywka, gry, rozmowy, porady, muzyka
- ČRo Vltava – kultura, muzyka (poważna, jazzowa, także rockowa czy alternatywna), sztuka, teatr, słuchowiska
- ČRo Plus – dyskusje, komentarze o polityce, ekonomii, religii, społeczeństwie

### Rozgłośnie tematyczne
- ČRo Radio Wave – radio dla młodych ludzi; muzyka niemainstreamowa, bieżące wydarzenia kulturalne i społeczne, kultura młodych
- ČRo D-dur – radio z muzyką poważną
- ČRo Jazz – radio z muzyką jazzową
- Rádio Junior – radio dla dzieci

### Rozgłośnie regionalne i miejskie
- ČRo Brno – dla kraju południowomorawskiego i dla kraju zlińskiego
- ČRo České Budějovice – dla kraju południowoczeskiego
- ČRo Hradec Králové – dla kraju hradeckiego
- ČRo Olomouc – dla kraju ołomunieckiego
- ČRo Ostrava – dla kraju morawsko-śląskiego
- ČRo Pardubice – dla kraju pardubickiego
- ČRo Plzeň – dla kraju pilzneńskiego
- ČRo Plzeň, Karlovy Vary (ČRo Karlovy Vary) – dla kraju karlowarskiego
- ČRo Regina – rozgłośnia miejska dla Pragi
- ČRo Region, Středočeský kraj – dla kraju środkowoczeskiego
- ČRo Region, Vysočina – dla kraju Wysoczyna
- ČRo Sever – dla kraju usteckiego
- ČRo Sever, Liberec (ČRo Liberec) – dla kraju libereckiego

### Rozgłośnia dla zagranicy
- Radio Praha – program dla zagranicy w języku czeskim, angielskim, niemieckim, francuskim, hiszpańskim i rosyjskim.

### Kanały zlikwidowane
- ČRo 6 (Český rozhlas 6) – dyskusje, komentarze o polityce, ekonomii, religii, społeczeństwie
- ČRo Rádio Česko – informacje, aktualności; polityka, ekonomia, społeczeństwo; dyskusje, komentarze, reportaże
- ČRo Leonardo – edukacja popularna; nauka, technika, przyroda, medycyna, podróże; reportaże, dyskusje, pogadanki

## Logo
| 1 stycznia 1996 – 1 marca 2013 | 3 fale radiowe: 1 czerwona i 2 dwie niebieskie, pod tym napis: ČESKÝ ROZHLAS                           |
| od 1 marca 2013                | Niebieska litera R złożona z 4 pasków, obok napis sięgający do połowy wysokości znaczka: Český rozhlas |